# Michael Otieno Odiwa
Michael Cornelius Otieno Odiwa (* 11. November 1962 in Sori Karungu, Kenia) ist ein kenianischer Geistlicher und römisch-katholischer Bischof in Homa Bay.

## Leben
Michael Otieno Odiwa erwarb die Hochschulreife an den Vorbereitungsseminaren in Rakwaro und Eldoret. Im Jahr 1956 absolvierte er das Propädeutikum am Priesterseminar des Bistums Nakuru. Nach dem Studium der Philosophie am Seminar des Bistums Bungoma und der Theologie am Seminar des Bistums Eldoret empfing er am 3. Juli 1993 das Sakrament der Priesterweihe für das Bistum Homa Bay.
Nach Tätigkeiten in der Pfarrseelsorge und der Priesterausbildung studierte er von 2000 bis 2005 in Rom an der Päpstlichen Universität Urbaniana und wurde im Fach Kanonisches Recht promoviert. Nach der Rückkehr in das Heimatbistum war er erneut in der Pfarrseelsorge tätig. Von 2007 bis 2015 war er außerdem Generalvikar des Bistums Homa Bay. Von 2012 bis 2015 war er Dompfarrer an der Kathedrale von Homa Bay. Anschließend ging er als Fidei-donum-Priester nach Australien, wo er im Erzbistum Adelaide in der Pfarrseelsorge und als Ehebandverteidiger tätig war.
Am 29. November 2020 ernannte ihn Papst Franziskus zum Bischof von Homa Bay. Der Apostolische Nuntius in Kenia, Erzbischof Hubertus van Megen, spendete ihm am 9. Februar des folgenden Jahres auf dem Gelände der Homa Bay High School die Bischofsweihe. Mitkonsekratoren waren der Erzbischof von Kisumu, Philip Arnold Subira Anyolo, und dessen Amtsvorgänger Zacchaeus Okoth.